# Kappa¹ Ceti

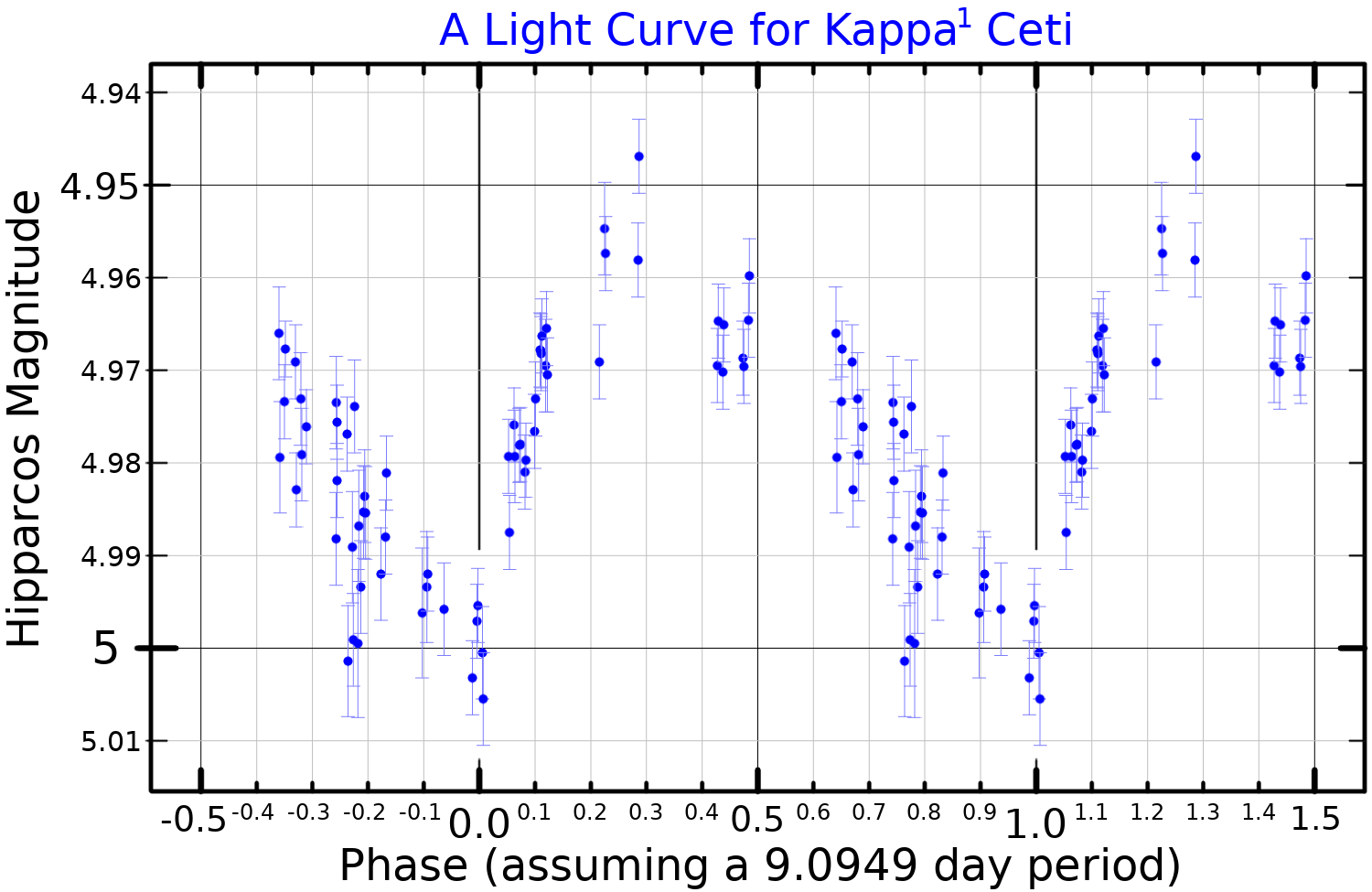
Lichtkromme van Kappa¹ Ceti

Kappa¹ Ceti is een gele dwerg met een spectraalklasse van G5.V. De ster bevindt zich 30,26 lichtjaar van de zon. Het is een veranderlijke ster van het type BY Draconis. 